# Notholaena filarszkyi
Notholaena filarszkyi là một loài dương xỉ trong họ Pteridaceae. Loài này được K mô tả khoa học đầu tiên năm 1914.
Danh pháp khoa học của loài này chưa được làm sáng tỏ. 